# Neó de Tebes
Neó (en llatí Neon, en grec antic Νέων) fou un tebà, probablement net del dirigent beoci del mateix nom de l'època d'Antígon III Dosó.
Va ser un dels principals dirigents tebans que van afavorir l'establiment de l'aliança entre Beòcia amb el Regne de Macedònia durant les lluites dels romans amb Perseu de Macedònia i per aquest motiu va ser enviat a l'exili quan les ciutats de la regió es van sotmetre als enviats romans Quint Marci i Luci Atili el 172 aC. Es va refugiar a Macedònia a la cort de Perseu, i va seguir la seva sort. L'any 168 aC després de la batalla de Pidna, va ser un dels tres companys que van fugir amb el rei. Finalment va caure en mans dels romans que el van executar l'any 167 aC, com diuen Polibi i Titus Livi.